# Chambeshi
Il fiume Chambeshi (conosciuto anche con il nome di Chambezi) è situato nel nord-est dello Zambia. In termini di lunghezza costituisce la parte iniziale del corso del fiume Congo, tuttavia, in termini di volume d'acqua, viene preso in considerazione il fiume Lualaba come principale fonte e sorgente del Congo. Il Chambeshi nasce come un ruscello di montagna a nord-est dello Zambia a sud del Lago Tanganica ad un'altitudine di 1.760 metri sul livello del mare.
Scorre per 480 km e nel tratto finale attraversa le paludi di Bangweulu, che fanno parte della regione del Lago Bangweulu. Entro la fine della stagione delle piogge (nel mese di maggio), ricarica con le sue acque le paludi e inonda una vasta zona pianeggiante a sud-est del lago, favorendo un vasto ecosistema di zone umide. Le sue acqua quindi fuoriescono dalle paludi come fiume Luapula.
Per più di 100 km della sua lunghezza, ad est della città di Kasama, il fiume è costituito da un dedalo di canali all'interno di paludi che vanno dai 2 ai 25 km di larghezza. Più a valle, il principale canale permanente presenta una larghezza di 100 metri, che diventano 400 m nei periodi di piena.